# Nana Tanimura

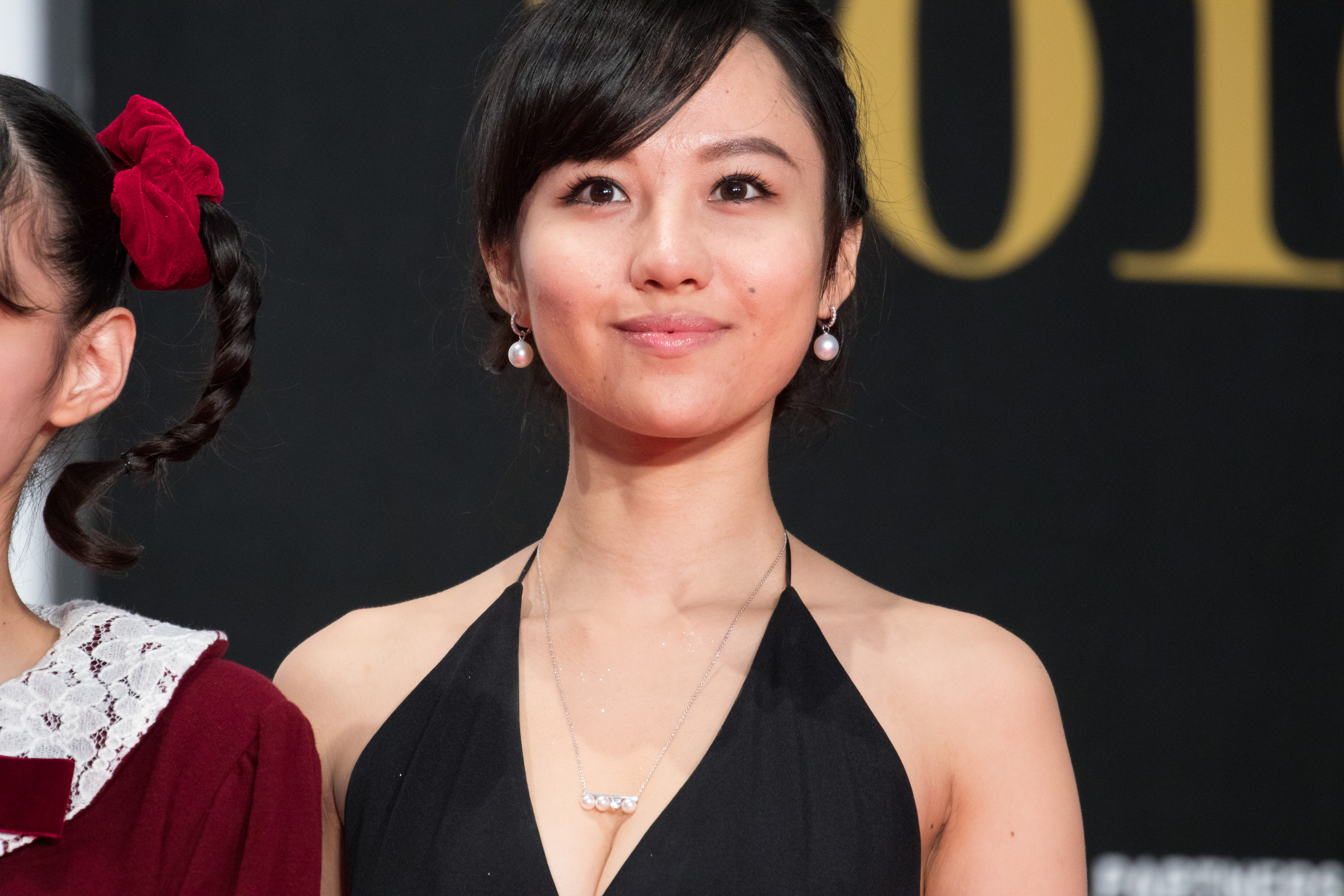
Nana Tanimura (2016)

Nana Tanimura (japanisch 谷村 奈南, Tanimura Nana; * 10. September 1987 in Sapporo) ist eine japanische J-Pop-Sängerin. Sie begann ihre Karriere 2007 beim Musiklabel Sonic Groove, einem Label von Avex Trax.

## Leben und Karriere
Tanimura wuchs in Ōsaka auf und machte 2010 an der Aoyama-Gakuin-Universität in Tokio ihren Abschluss.
Im dritten Jahr an ihrer Oberschule erregte Tanimura bei einer Veranstaltung in Ōsaka die Aufmerksamkeit von Agenten einiger Musikproduzenten. 2007 veröffentlichte sie ihre ersten Singles unter dem Musiklabel Sonic Groove. Darunter waren ihre Debütsingle „Again“ und ihre zweite Single „Say Good-Bye“. Allerdings erreichten die Singles nur Platz 55 und Platz 105 der Oricon-Charts in Japan. Anschließend veröffentlichte sie am 30. Mai 2008 die dritte Single „Jungle Dance“; diese landete in der ersten Woche erstmals auf Platz 15 der Oricon-Charts in Japan und verkaufte sich in der ersten Woche 6.551-mal. Die Single war 21 Wochen in den japanischen Oricon-Charts vertreten und verkaufte sich in acht recherchierten Wochen insgesamt 28.302-mal. Am 13. August 2008 veröffentlichte sie ihre vierte Single mit dem Namen „If I’m Not the One / Sexy Senorita“. Die Single erreichte Platz 8 der Charts, verkaufte sich in drei von neun recherchierten Wochen 28.451-mal und ist bis heute ihr erfolgreichster Tonträger. Am 30. Dezember 2008 gewann sie bei den fünfzigsten Japan Record Awards einen Japan Record Award für das Lied „Jungle Dance“.
Von 2007 bis 2008 hatte die Sängerin auch ihre eigene Radioshow, „Nana Groove“, in Japan.
Im Jahr 2010 wurde sie ausgewählt, die Titellieder für das Spiel Hokuto Musō zu singen. Darauf veröffentlichte sie am 23. März 2010 „Far Away / Believe You“; beide Lieder waren ein Teil der Titellieder des Spieles. Am 24. November 2010 veröffentlichte sie die Single „Toxic“, die auf Platz 39 der Charts debütierte und sich in drei Wochen 4.965-mal verkaufen konnte. Seit dem Jahr 2010 ist sie als Hauptsängerin Mitglied der Band „Fanta“. Als Bandmitglied veröffentlichte sie am 20. Juli 2011 die erste Download-Single, die „Fantastic Love“ heißt. Die Band betreibt in erster Linie Werbung für das gleichnamige Getränk im japanischen Verbrauchermarkt.
Am 10. August 2011 veröffentlichte sie ihr Debütalbum als Kompilation. Das Album verfügt über alle bis dahin erschienenen acht Singles und enthält zwei neue Lieder: „Gimme Mo“ und „My Way“. Für beide Lieder wurden Musikvideos produziert. Das Album debütierte auf Platz 7 der täglichen Charts und landete am Ende der ersten Woche auf Platz 15. Für das Album nahm sie das Lied „If I’m Not the One“ auf Englisch auf, man findet beide Sprachvarianten auf dem Album.

## Diskografie

### Alben
| Jahr | Titel     | Höchstplatzierung, Gesamtwochen, AuszeichnungChartsChartplatzierungen (Jahr, Titel, Platzierungen, Wochen, Auszeichnungen, Anmerkungen) | Anmerkungen                                                 |
| Jahr | Titel     | JP | Anmerkungen                                                 |
| ---- | --------- | --- | ----------------------------------------------------------- |
| 2011 | Nana Best | JP15 (6 Wo.)JP | Erstveröffentlichung: 10. August 2011 Verkäufe JP: + 10.512 |

### Singles
| Jahr | Titel Album                                  | Höchstplatzierung, Gesamtwochen, AuszeichnungChartsChartplatzierungen (Jahr, Titel, Album, Platzierungen, Wochen, Auszeichnungen, Anmerkungen) | Anmerkungen                                                       |
| Jahr | Titel Album                                  | JP | Anmerkungen                                                       |
| ---- | -------------------------------------------- | --- | ----------------------------------------------------------------- |
| 2007 | Again Nana Best                              | JP55 (6 Wo.)JP | Erstveröffentlichung: 30. Mai 2007                                |
| 2007 | Say Good-Bye Nana Best                       | JP105 (7 Wo.)JP | Erstveröffentlichung: 14. November 2007                           |
| 2008 | Jungle Dance Nana Best                       | JP15 (21 Wo.)JP | Erstveröffentlichung: 7. Mai 2008 Verkäufe JP: + 28.302           |
| 2008 | If I’m Not the One / Sexy Senorita Nana Best | JP8 (9 Wo.)JP | Erstveröffentlichung: 13. August 2008 Verkäufe JP: + 28.451       |
| 2009 | Crazy for You Nana Best                      | JP10 (6 Wo.)JP | Erstveröffentlichung: 18. Februar 2009 Verkäufe JP: + 15.364      |
| 2009 | Every-body Nana Best                         | JP16 (5 Wo.)JP | Erstveröffentlichung: 8. Juli 2009 Verkäufe JP: + 8.197           |
| 2010 | Far Away / Believe You Nana Best             | JP11 (5 Wo.)JP | Erstveröffentlichung: 24. März 2010 Verkäufe JP: + 9.546          |
| 2010 | Toxic Nana Best                              | JP39 (3 Wo.)JP | Erstveröffentlichung: 24. November 2010 Verkäufe JP: + 4.965      |
| 2011 | Fantastic Love –                             | — | Erstveröffentlichung: 20. Juli 2011 als Gruppenmitglied von Fanta |
| 2016 | Destiny Star –                               | — | Erstveröffentlichung: 3. März 2016                                |

## Musikvideos
1. Again
2. Say Good-bye
3. Jungle Dance
4. Sexy Senorita
5. If I’m Not the One
6. Crazy for You
7. Every-body
8. Far Away
9. Believe You
10. Toxic
11. Circus World
12. My Way
13. Gimme Mo

## Merchandisingartikel
| Veröffentlichung   | Titel         | Anmerkung                        |
| ------------------ | ------------- | -------------------------------- |
| 25. Oktober 2008   | Calendar 2009 | Jahreskalender für 2009          |
| 15. Oktober 2010   | Nana (奈南)   | Fotobuch: ISBN 978-4-8470-4316-1 |
| 27. August 2011    | Will          | Fotobuch: ISBN 978-4-8470-4390-1 |
| 07. September 2014 | 7             | Fotobuch: ISBN 978-4-8470-4668-1 |
| 12. September 2015 | I Am Nana     | Fotobuch: ISBN 978-4-8470-4778-7 |